# برشینگ
شهر برشینگ در ایالت بایرن در کشور آلمان واقع شده است.